# Macaranga neodenticulata
Macaranga neodenticulata är en törelväxtart som beskrevs av Timothy Charles Whitmore. Macaranga neodenticulata ingår i släktet Macaranga och familjen törelväxter. Inga underarter finns listade i Catalogue of Life.